# 에미레이트 항공 407편 파손 사고
에미레이트 항공 407편 파손 사고는 2009년 3월 20일, 오클랜드 국제공항에서 멜버른 공항을 거쳐 두바이 국제공항으로 오는 항공편에서 일어난 사고디다. 경유지인 멜버른에서 에미레이트 항공이 제대로 이륙하지 못해 활주로 끝에 있는 여러 구조물에 부딪혔으나 사망자는 생기지 않았다.

## 같이 보기
- 팬아메리칸 항공 845편
- 에어 플로리다 90편
- 아메리칸 항공 9098편